# Katawa Shoujo
Katawa Shoujo (かたわ少女 katawa shōjo?,  'chicas discapacitadas') es una novela visual de estilo bishōjo desarrollada por Four Leaf Studios que cuenta la historia de un joven y cinco mujeres jóvenes que sobrellevan discapacidades diferentes. El videojuego utiliza el modelo tradicional de novela visual basado en textos y sprites con una caja de texto al estilo de aventuras que corre sobre el motor de novelas visuales Ren'Py. El videojuego está licenciado bajo la Licencia Creative Commons de CC-BY-NC-ND.

## Historia
La mayor parte de la historia tiene lugar en la ficticia escuela preparatoria Yamaku para jóvenes con discapacidades, ubicada en algún lugar del Japón actual. Hisao Nakai es un chico normal cuya vida cambió cuando una arritmia cardíaca latente lo obliga a transferirse a una escuela preparatoria nueva después de un periodo extenso de hospitalización. A pesar de sus dificultades, Hisao tiene la oportunidad de llegar a aceptar su condición y adaptarse a su nuevo estilo de vida.
El modo de juego de Katawa Shoujo está basado en elecciones, donde el jugador lee el texto y ocasionalmente toma decisiones que crean instancias de los posibles eventos o diálogos dentro de la historia. Dependiendo de las decisiones tomadas por el jugador, la historia se ramifica en múltiples variantes. Cada una de estas variantes narra la profundización de las relaciones con una de las cinco chicas protagonistas principales y eventualmente se tornan en relaciones sentimentales (o de la carencia de tales progresos en dichas relaciones); estos hilos de la historia se pueden desenvolver de manera favorable, nefasta o neutralmente.

## Personajes

### Personajes principales
- Hisao Nakai (中井 久夫, Nakai Hisao?) Personaje masculino principal, al cual el jugador debe encarnar y manejar a través de la historia. Hisao sufre de una arritmia que, después de dejarle en el hospital varios meses, le obliga a entrar en la Academia Yamaku para gente con discapacidades. Allí se desarrolla la historia y aunque al principio Hisao se muestra reacio a la academia y a su nueva vida, las caóticas circunstancias lo han obligado a recapacitar sobre su carácter apático, especialmente lo concerniente a la vida, la amistad y el futuro.

- Emi Ibarazaki (茨崎 笑美, Ibarazaki Emi?) Emi tiene ambas piernas amputadas por debajo de la rodilla, que perdió en un accidente de tráfico, aun con todo, sin ser de quienes caen en la desesperanza, Emi ve su discapacidad como una bendición; siendo sus prótesis las que la han llevado a desarrollar su potencial en el equipo de atletismo en lugar de convertirse en un obstáculo permanente. Emi también es quizás una de las chicas más alegres y despreocupadas del mundo entero.

- Hanako Ikezawa (池沢 華子, Ikezawa Hanako?) A una edad temprana, Hanako sufrió una experiencia traumatizante que dejó su vida en ruinas. Sus padres murieron cuando su casa se incendió a causa de un accidente, el cual también desfiguró a Hanako permanentemente. Ella es extremadamente solitaria, evitando a todas las demás personas hasta el punto de entrar en pánico en cualquier contacto social. Su única amiga de confianza es Lilly, quien la tomó bajo su cuidado desde el momento en que fueron presentadas.

- Lilly Satou (佐藤 リリー, Satō Rirī?) Ciega de nacimiento, Lilly es bondadosa, responsable y amigable; el complemento perfecto para Hanako, su mejor amiga, con quien comparte una relación casi tan cercana como la de una madre con su hija, además pasan frecuentemente sus ratos libres bebiendo té juntas. Lilly es una estudiante diligente, cuya confianza le ayuda a cumplir su papel como representante de la clase 3-2.

- Rin Tezuka (手塚 琳, Tezuka Rin?) Ya que los brazos de Rin no son más que pequeños muñones debido a un severo defecto de nacimiento, y subsecuente cirugía, ella utiliza sus pies y ocasionalmente su boca para cumplir con las labores de la vida diaria, las cuales incluyen la pintura, en torno a la cual gira su vida. Su creatividad es igualada por su vena filosófica: Rin disfruta de perderse ocasionalmente en sus pensamientos y darle voz a ideas abstractas acerca del hombre, el universo, y otras cosas que no hacen más que confundir a quienes la rodean.

- Shizune Hakamichi (羽加道 静音, Hakamichi Shizune?) De carácter fuerte y enérgica, Shizune es definitivamente una líder innata. Ella ha sido la representante de clase prácticamente desde que su clase ha tenido una, a pesar de ser  una persona sordomuda. Por lo general toma el mando en casi cualquier situación en la que se encuentra. Shizune es conocida por toda la escuela como una jefa temible, y una manipuladora habilidosa, pero también como una líder justa e imparcial.

- Shiina Mikado (御門 椎名, Mikado Shiina?), también conocida como Misha (ミーシャ Mīsha?) Misha es la intérprete de Shizune y también miembro del consejo estudiantil, lo que hace que ambas sean prácticamente inseparables. Alegre, juguetona, y es de las que siempre toman parte en todo, ella felizmente se une a los intentos de Shizune de hacer que Hisao forme parte del consejo estudiantil.

### Personajes secundarios
- Kenji Setou (瀬藤 健二, Setō Kenji?) Al borde de convertirse en hikikomori, a Kenji le gusta pasar mucho tiempo dentro de su habitación, planificando cualquier lucha contra el radical movimiento feminista en el que todas las mujeres de su entorno toman parte, pensando que todas ellas están unidas en una lucha para someter al mundo, esto le hace dormir poco y salir a comprar provisiones a horas poco usuales. Ve con recelo la atención instantánea que Hisao parece haber obtenido, sin embargo se siente muy complacido de finalmente tener un compañero de pasillo.

- Enfermero (ナース, Nāsu?) Jefe del personal de enfermería en Yamaku, y una persona sorprendentemente joven para alguien en su posición, es un tipo divertido y jovial, siempre listo para reír, apreciado por los estudiantes y guarda una gran relación con Emi. Sin embargo tiene un corazón de oro puro y es muy apasionado con su trabajo, tomándolo con mucha seriedad.

- Akio Mutou (武藤 昭夫, Mutō Akio?) Tanto maestro de cabecera como de ciencias para la clase 3-3, y tan fuera de contacto con su clase como lo está con la realidad. Probablemente nacido para ser maestro, y su mayor habilidad es la capacidad de ignorar cosas irrelevantes por completo. Aun así siempre intenta ayudar a Hisao con sus elecciones para el futuro con respecto a los estudios.

- Yuuko Shirakawa (白川 優子, Shirakawa Yūko?) Yuuko tiene serios problemas para manejar su vida, lo que hace de ella la persona perfecta para pedir ayuda en el manejo de la propia. Ella paga sus estudios universitarios trabajando a media jornada en un café popular y en la biblioteca de Yamaku. Las alturas a las que llega para evitar ser despedida debido a su torpeza natural dejan atónitas a las demás personas, junto con su neurótica atención al detalle y frecuentes ataques de depresión.

### Otros personajes

#### Prólogo
- Iwanako (岩魚子?) La compañera de clase de Hisao antes del fracaso de la confesión de éste. Una noche de invierno, Hisao intenta confesársele al aire libre cubierta de nieve, en donde la patología muestra signos y Hisao tuvo que ser hospitalizado a largo plazo, y se hace notar que se hizo un traslado hacia otra escuela.

#### Acto 1
- Akira Satou (砂藤 晃, Satō Akira?) La hermana de Lilly. Su aspecto da la apariencia de un hombre de negocios. Tiempo antes vivía en la habitación de Lilly y no es buena con las actividades del hogar.

- Shinichi Nomiya (野宮　紳一, Nomiya Shin'ichi?) El profesor asesor de la sección de bellas artes. Un buen caballero mayor, de cabello negro, evalúa como muy alta a la calidad artística de Rin.

#### Acto 2
- Sae Saionji (西園寺 さえ, Saionji Sae?)

## Desarrollo
La novela visual se originó sobre la base de un sketch creado por el artista japonés Raita de doujinshis. Desde enero de 2007, el sketch fue discutido ampliamente en el tablón de imágenes 4chan, y se formó un grupo de desarrollo con usuarios de 4chan y de otras comunidades de internet. El grupo tomó el nombre de Four Leaf Studios (con un logotipo basado en el de 4chan). El 29 de abril de 2009, el equipo lanzó una vista previa del «Primer acto».[cita requerida] Desde entonces el primer acto fue actualizado para varios lenguajes adicionales; en la versión v5 los idiomas incluidos son inglés, francés, italiano, japonés, ruso, alemán, húngaro, y en chino tradicional y simplificado. En el 4 de enero de 2012 la novela visual solamente fue lanzada completa en inglés.
En julio de 2013, fue anunciada la actualización 1.1 de Katawa Shoujo. Esta contiene el idioma francés como opción. La traducción fue realizada por Katawa-soft, «un equipo de traducción francés amateur», citado en el blog oficial de Katawa Shoujo.
El 27 de julio de 2014, fue anunciada la actualización 1.2 de Katawa Shoujo. Esta contiene el idioma español internacional como opción. La traducción fue realizada por KS-Esplatino, «un equipo de traducción amateur», citado en el blog oficial de Katawa Shoujo.
Luego del lanzamiento de la novela visual, Four Leaf Studios anunció que no tiene planes de sus miembros para colaborar en ningún proyecto nuevo.
En agosto de 2024 llegaría la actualización 1.3 y con ello la llegada de la novela visual a las plataformas de Steam e Itch. Este nueva actualización elimina el contenido erótico para la plataforma de Steam, pero se puede volver a activar con un parche opcional encontrado en Itch 

## Otros datos
- A medida que se completan las distintas rutas dentro del videojuego, se desbloquean ilustraciones que pueden ser revisadas en el álbum fotográfico del jugador. Existe una imagen que solo se desbloquea una vez que se completan todas las rutas existentes dentro del videojuego, sin excepciones.